# Morbus Thiemann
Der Morbus Thiemann ist eine sehr seltene Aseptische Osteonekrose am Finger, seltener auch am Großzeh.
Synonyme sind: Thiemann-Syndrom; Thiemann-Krankheit; Aseptische Osteonekrose der Phalangenepiphysen; Familiäre Osteoarthropathie der Finger;Osteochondrose der Phalangenepiphysen; Osteochondrose, aseptische Typ Thiemann; Morbus Thiemann-Fleischner; lateinisch Acrodysplasia epiphysearia; englisch Thiemann Epiphyseal Disease; Osteoarthropathy Of Fingers, Familial
Die Erstbeschreibung stammt aus dem Jahre 1909 durch den deutschen Chirurgen H. Thiemann.

## Verbreitung
Die Häufigkeit ist nicht bekannt. Die Erkrankung tritt familiär mit autosomal-dominantem Erbgang oder sporadisch auf.

## Ursache
Die Ursache ist nicht bekannt. Neben einer Störung der Ossifikation (Osteochondrose) wird auch eine jugendliche Form der Osteonekrose diskutiert.
Ob es sich tatsächlich um eine Osteonekrose handelt, ist nicht sicher, in der Histologie finden sich normale Gefäße und keine Entzündungsreaktionen. Eventuell ist ein Knochenbruch durch Traumas oder Stress der Knochennekrose vorausgegangen.

## Klinische Erscheinungen
Klinische Kriterien sind:
- Manifestation meist zwischen dem 8. und 14. Lebensjahr
- meist sind die Epiphysen des 2. und 3. Fingers im Mittel- und Endglied, auch im Grundgelenk sowie das Großzehengrundgelenk und der 1. Mittelfußknochen betroffen
- Schmerzlose bis schmerzarme Gelenkschwellung der Interphalangealgelenke
- Druckschmerz und teilweise Bewegungseinschränkung
- mitunter bei Schädigung der Wachstumsfuge Verkürzung oder Fehlstellung

## Diagnose
Im Röntgenbild findet sich eine Zerklüftung bis Auflösung der Epiphyse an den betroffenen Stellen.

## Differentialdiagnostik
Abzugrenzen ist eine stressbedingte Epiphysenfraktur, die Rheumatoide Arthritis eine Osteoarthrose oder septische Knochennekrose.

## Therapie
Die Behandlung erfolgt konservativ, die Erkrankung ist meist selbstlimitierend. Unter Ruhigstellung, Schmerzlinderung und entzündungshemmender Medikation bilden sich die Beschwerden meist vollständig zurück.